# Оболенський Сергій Дмитрович
Князь Сергій Дмитрович Оболенський (8 серпня 1868 — 13 березня 1946, Потьма) — російський державний діяч, єлизаветпольський (1907-1914) та псковський (1914-1915) віце-губернатор, ставропольський губернатор (1915-1917).

## Життєпис
Син князя Дмитра Дмитровича Оболенського (1844-1931) та Єлизавети Петрівни Вирубової (1843-1931).
У 1888 закінчив кадетський корпус, у 1890 — Миколаївське кавалерійське училище. Служив у 44-му Нижегородському драгунському полку. Корнет (1889), поручик (1893), штабс-ротмістр (1896). Звільнився в запас 20 червня 1896.
4 лютого 1904 повернувся на службу, брав участь у російсько-японській війні. 14 лютого 1905 підвищений до ротмістра. З 9 серпня 1905 по 3 квітня 1906 командував сотнею.
8 травня 1907 призначений віце-губернатором Єлизаветпольської губернії. Підполковник (1910), полковник (1914). У 1914 став віце-губернатором Псковської губернії.
З 4 жовтня 1915 виконуючий обов’язки губернатора Ставропольської губернії, з 1916 — губернатор. За його каденції завершилося будівництво Армавір-Туапсинської залізниці. Економічне становище в губернії погіршувалося, почалися заворушення та погроми. З метою запобігання великим скупченням людей було закрито всі розважальні заклади.
6 березня 1917 року напередодні створений міський комітет громадської безпеки усунув Оболенського з посади губернатора.
Під час громадянської війни служив у ЗСПР та Російській армії. У листопаді 1920 евакуювався з Ялти на кораблі «Корвін». З 1921 в еміграції перебував у  Будапешті, згодом у Відні. Після захоплення Відню   радянськими військами був 8 травня 1945 заарештований співробітниками СМЕРШу. 15 вересня того ж року Особливою нарадою при НКВС СРСР засуджений до 10 років позбавлення волі.
Помер 13 березня 1946 в «Дубровлазі» у Мордовії.

## Нагороди
- Орден Святої Анни 4-й ст. «За хоробрість» (1904)
- Орден Святого Станіслава 3-й ст. (1904)
- Орден Святої Анни 3-й ст. (1904)
- Орден Святого Станіслава 2-й ст. (1905)
- Орден Святої Анни 2-й ст. (1905)
- Орден Святого Володимира 4-й ст. зі стрічкою і бантом (1905)